# Blue Train
"Blue Train" (jap. ブルートレイン Burū Torein) − siódmy singel japońskiej grupy muzycznej Asian Kung-Fu Generation, wydany 30 listopada 2005. Pochodzi z albumu Fanclub.

## Lista utworów
1. "Blue Train" (jap. ブルートレイン Burū Torein)
2. "Road Movie" (jap. ロードムービー Rōdomūbī)
3. "Tobenai Sakana" (jap. 飛べない魚)
4. "Gekkō" (jap. 月光)

## Twórcy
- Masafumi Gotō – śpiew, gitara
- Kensuke Kita – gitara, śpiew
- Takahiro Yamada – gitara basowa, śpiew
- Kiyoshi Ijichi – perkusja
- Asian Kung-Fu Generation – producent
- Yūsuke Nakamura – projekt okładki